# 林区格鲁布
林区格鲁布是德国巴伐利亚州的一个市镇。总面积11.98平方公里，总人口2943人，其中男性1510人，女性1433人（2011年12月31日），人口密度246人/平方公里。